# Джакопо Сандрон
Джакопо Сандрон (італ. Jacopo Sandron; нар. 1 травня 1998) — італійський борець греко-римського стилю, бронзовий призер чемпіонату Європи.

## Життєпис
У 2018 році став бронзовим призером чемпіонату Європи серед юніорів.

## Спортивні результати на міжнародних змаганнях

### Виступи на Чемпіонатах світу
| Змагання                        | Збірна | Вагова категорія                 | Місце |
| ------------------------------- | ------ | -------------------------------- | ----- |
| Чемпіонат світу з боротьби 2019 | Італія | греко-римська боротьба, до 60 кг | 20    |

### Виступи на Чемпіонатах Європи
| Змагання                         | Збірна | Вагова категорія                 | Місце  |
| -------------------------------- | ------ | -------------------------------- | ------ |
| Чемпіонат Європи з боротьби 2018 | Італія | греко-римська боротьба, до 60 кг | Бронза |
| Чемпіонат Європи з боротьби 2019 | Італія | греко-римська боротьба, до 60 кг | 7      |
| Чемпіонат Європи з боротьби 2020 | Італія | греко-римська боротьба, до 60 кг | 13     |

### Виступи на Європейських іграх
| Змагання              | Збірна | Вагова категорія                 | Місце |
| --------------------- | ------ | -------------------------------- | ----- |
| Європейські ігри 2019 | Італія | греко-римська боротьба, до 60 кг | 16    |

### Виступи на інших змаганнях
| Змагання                                     | Збірна | Вагова категорія                 | Місце  |
| -------------------------------------------- | ------ | -------------------------------- | ------ |
| Гран-прі Парижа з боротьби 2017              | Італія | греко-римська боротьба, до 59 кг | 12     |
| Київський Міжнародний турнір з боротьби 2018 | Італія | греко-римська боротьба, до 60 кг | 5      |
| Турнір Дана Колова — Николи Петрова 2018     | Італія | греко-римська боротьба, до 60 кг | 14     |
| Турнір міста Сассарі з боротьби 2018         | Італія | греко-римська боротьба, до 60 кг | Срібло |
| Гран-прі Загреба з боротьби 2019             | Італія | греко-римська боротьба, до 60 кг | 10     |
| Гран-прі Угорщини з боротьби 2019            | Італія | греко-римська боротьба, до 60 кг | 14     |
| Турнір міста Сассарі з боротьби 2019         | Італія | греко-римська боротьба, до 60 кг | Бронза |
| Всесвітні ігри військовослужбовців 2019      | Італія | греко-римська боротьба, до 60 кг | 12     |

### Виступи на змаганнях молодших вікових груп
| Змагання                                       | Збірна | Вагова категорія                 | Місце  |
| ---------------------------------------------- | ------ | -------------------------------- | ------ |
| Чемпіонат Європи з боротьби серед кадетів 2013 | Італія | греко-римська боротьба, до 50 кг | 11     |
| Чемпіонат світу з боротьби серед кадетів 2013  | Італія | греко-римська боротьба, до 50 кг | 10     |
| Чемпіонат Європи з боротьби серед кадетів 2014 | Італія | греко-римська боротьба, до 54 кг | 17     |
| Чемпіонат світу з боротьби серед кадетів 2014  | Італія | греко-римська боротьба, до 54 кг | 16     |
| Чемпіонат Європи з боротьби серед кадетів 2015 | Італія | греко-римська боротьба, до 54 кг | 5      |
| Чемпіонат світу з боротьби серед кадетів 2015  | Італія | греко-римська боротьба, до 54 кг | 21     |
| Чемпіонат Європи з боротьби серед юніорів 2016 | Італія | греко-римська боротьба, до 55 кг | 12     |
| Чемпіонат світу з боротьби серед юніорів 2016  | Італія | греко-римська боротьба, до 55 кг | 5      |
| Чемпіонат світу з боротьби серед юніорів 2017  | Італія | греко-римська боротьба, до 60 кг | 27     |
| Чемпіонат Європи з боротьби серед юніорів 2018 | Італія | греко-римська боротьба, до 60 кг | Бронза |
| Чемпіонат світу з боротьби серед юніорів 2018  | Італія | греко-римська боротьба, до 60 кг | 15     |
| Чемпіонат Європи з боротьби серед молоді 2017  | Італія | греко-римська боротьба, до 59 кг | 12     |
| Чемпіонат Європи з боротьби серед молоді 2018  | Італія | греко-римська боротьба, до 60 кг | 8      |
| Чемпіонат світу з боротьби серед молоді 2018   | Італія | греко-римська боротьба, до 60 кг | 19     |